# Antynatalizm

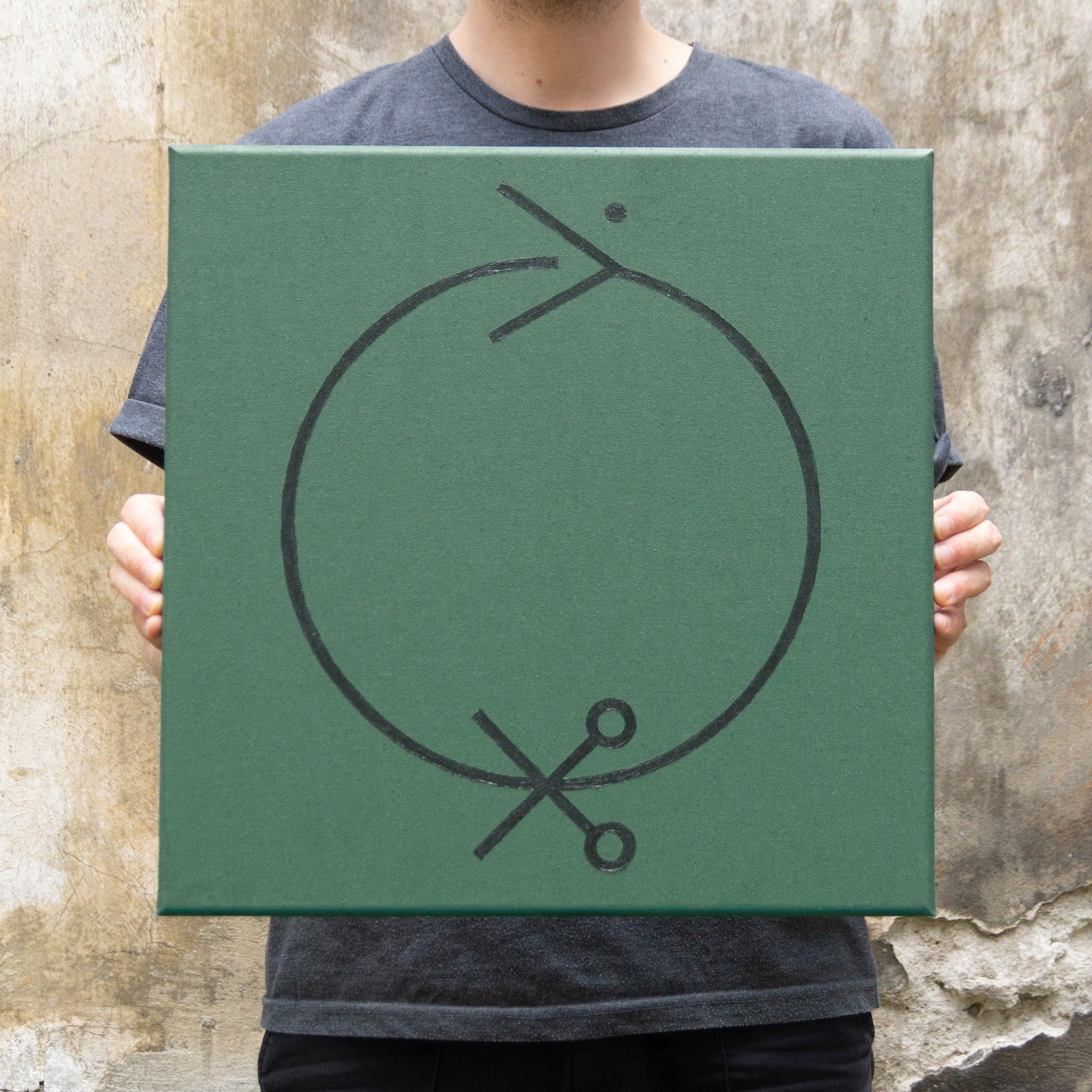
Inspirowany uroborosem symbol antynatalizmu zaprojektowany i zaproponowany przez Michała Dziadkowca, użyty na okładce książki Mikołaja Starzyńskiego Antynatalizm. O niemoralności płodzenia dzieci.

Antynatalizm – stanowisko etyczne przypisujące negatywną wartość ludzkiej prokreacji. Antynataliści argumentują, że ludzie powinni zrezygnować z prokreacji, ponieważ jest ona moralnie zła. Niektórzy antynataliści uznają za moralnie złe także powstawanie innych czujących istot. Do antynatalizmu prowadzić mogą różne etyczne podstawy. 
Pierwszy znany fragment antynatalistyczny pochodzi ze Starożytnego Egiptu, od Ipuwera, z jego Papirusu napisanego, według szacunków, między 1991 p.n.e. a 1250 p.n.e.:

Oby nastąpił koniec ludzkości, bez poczęcia, bez narodzin! Wtedy na ziemi ucichłby hałas i przestał mieć miejsce zgiełk.

Inne fragmenty, twierdzenia, że człowiekowi lepiej byłoby się nie urodzić, pochodzą ze Starożytnej Grecji. Termin „antynatalizm” jest stosowany w opozycji do terminów „natalizm” lub „pronatalizm” i został prawdopodobnie użyty po raz pierwszy jako określenie stanowiska przez Théophile’a de Girauda w książce L'art de guillotiner les procréateurs: Manifeste anti-nataliste.

## Argumenty

### W religiach
Hari Singh Gour, analizując między innymi Cztery Szlachetne Prawdy i początek Mahāvaggi, interpretuje nauki Buddy następująco:

Budda wypowiada swoje twierdzenia w pedantycznym stylu czasów, w których żył. Nadaje im formę soryt; jednak w takiej formie są pod względem logicznym niezrozumiałe, a wszystko, co chce przekazać, można streścić następująco: nie zdając sobie sprawy z cierpienia, z którym związane jest życie, człowiek płodzi dzieci i co za tym idzie staje się przyczyną starości i śmierci. Jeśli tylko zda sobie sprawę z tego jakie cierpienie może spowodować poprzez ten swój czyn, powstrzyma się od prokreacji; w ten właśnie sposób położy kres starzeniu się i umieraniu.

O buddyjskim antynatalizmie pisze także Amy Paris Langenberg, między innymi:

W średniowiecznych tantrycznych tradycjach Indii i Tybetu udokumentowanych przez Davida Graya i Janet Gyatso, seks penetracyjny, ale bez ejakulacji, jest teoretycznie rozumiany jako szybka scieżka ku urzeczywistnieniu wyzwolenia, uważana za lepszą od celibatu dla wykwalifikowanych praktykujących (Gray 2007; Gyatso 1998). Opracowania te potwierdzają również pogląd, zgodnie z którym problematyka seksu w starożytnym, klasycznym i średniowiecznym buddyzmie miała co najmniej tyle samo wspólnego z płodnością kobiet i tworzeniem dzieci, co z niebezpieczeństwami błędnego pożądania.

Buddyzm był rozumiany jako antynatalizm przez Jacka Kerouaca.
Marcjonici postrzegali widzialny świat, w którym żyjemy, jako złe dzieło surowego, okrutnego, zazdrosnego i gniewliwego demiurga Jahwe. Zgodnie z ich nauką należało mu się sprzeciwić, wyrzec się jego świata, nie tworzyć ludzi i zaufać dobremu Bogu miłosierdzia, obcemu i odległemu.
Enkratycy zauważali, że narodziny prowadzą do śmierci. By zwyciężyć śmierć, należało zrezygnować z prokreacji: „nie dostarczać śmierci nowego żeru”.
Manichejczycy, bogomiłowie i katarowie uważali spłodzenie dziecka za skazanie duszy na zostanie uwięzioną w złej materii. Postrzegali oni prokreację jako instrument złego boga, demiurga lub Szatana, mający utrwalać uwięzienie boskiego elementu w materii i powodować przez to jego cierpienie.
Szejkersi wierzą, że seks jest źródłem wszelkiego grzechu, a prokreacja oznaką stanu upadku, w którym znajduje się ludzkość.
Augustyn z Hippony pisze:

Świadom jestem, że niektórzy szemrają: co jeśli, pytają, wszyscy ludzie powstrzymają się od kontaktów płciowych, w jaki sposób ludzkość będzie nadal istnieć? Oby tylko zrobili to z myślą o innych w sercach, w dobrej wierze i szczerze wierząc w Boga, a znacznie szybciej wypełni się Miasto Boże i nastanie koniec świata.

Grzegorz z Nyssy przestrzega, by nikogo nie zwabił argument, że prokreacja jest mechanizmem tworzącym dzieci i stwierdza, iż ci, którzy powstrzymują się od niej poprzez zachowanie dziewictwa, „doprowadzają do zniesienia śmierci, dzięki zapobiegnięciu jej dalszemu szerzeniu się; stawiając samych siebie jako rodzaj kamienia granicznego pomiędzy życiem a śmiercią, powstrzymują ją od parcia naprzód”. Søren Kierkegaard uważa, że człowiek pojawia się na tym świecie za pomocą popełnienia zbrodni, że zbrodnią jest jego istnienie, a prokreacja upadkiem stanowiącym kulminację ludzkiego egoizmu. Według niego chrześcijaństwo istnieje po to, aby zagrodzić drogę prokreacji, oznacza: zatrzymajcie się. Zagadnienie antynatalizmu we wczesnym chrześcijaństwie jest poruszane przez Théophile'a de Girauda.

### Teodycea i antropodycea
Julio Cabrera rozważa zagadnienie bycia stwórcą w odniesieniu do teodycei i argumentuje, że tak jak nie da się obronić idei dobrego Boga-stwórcy, tak też nie da się obronić idei dobrego człowieka-stwórcy. W naśladowaniu rodzicielstwa, ludzki rodzic bierze przykład z boskiego rodzica, w tym sensie, że edukacja dla dziecka ma być pewnym rodzajem jego dążenia do „zbawienia”, „wstąpienia na właściwą ścieżkę”. Jednakże, ludzkie stworzenie może uznać, że lepiej byłoby nie cierpieć w ogóle niż cierpieć i mieć zaoferowaną późniejszą możliwość zbawienia od cierpienia. W opinii Cabrery, zło nie jest związane z brakiem bytu, ale z cierpieniem i umieraniem tego, co żyje, czyli wręcz przeciwnie: wyłącznie i w oczywisty sposób z bytem.
Karim Akerma, w związku z moralnym problemem człowieka jako stwórcy, wprowadza pojęcie antropodycei, pojęcia bliźniaczego do teodycei. Jego zdaniem, im mniejsza wiara w dobrego Boga-stwórcę, tym bardziej naglące staje się zagadnienie antropodycei. Akerma uważa, że dla tych, którzy chcą wieść etyczne życie, powodowanie cierpienia wymaga uzasadnienia. Człowiek nie może dłużej przerzucać odpowiedzialności na wyimaginowany byt mający być źródłem moralnych zasad. Dla Akermy, antynatalizm jest konsekwencją załamania się przedsięwzięć związanych z teodyceą i niepowiedzenia się prób ustanowienia antropodycei. Według niego, nie ma metafizyki ani moralnej teorii, która mogłaby uzasadnić tworzenie nowych ludzi i co za tym idzie antropodycea jest tak samo nie do obronienia jak teodycea.
Jason Marsh nie znajduje dobrych argumentów za tym, co określa mianem „asymetrii zła”; za tym, że ilość i rodzaje cierpienia dostarczają mocnych argumentów na rzecz tego, iż nasz świat nie jest aktem kreacji dobrego Boga, ale to samo cierpienie nie wpływa już na moralność aktu prokreacji.

### Peter Wessel Zapffe
W filozofii Petera Wessela Zapffego człowiek stanowi biologiczny paradoks. Świadomość rozwinęła się u ludzi przesadnie i przez to nie jesteśmy w stanie funkcjonować normalnie, tak jak inne zwierzęta: otrzymaliśmy więcej niż jesteśmy w stanie unieść. Jesteśmy w stanie dostrzegać naszą kruchość i nieistotność w kosmosie. Pragniemy żyć, a przez to jak wyewoluowaliśmy, jako jedyny gatunek wiemy, że naszym przeznaczeniem jest umrzeć. Jesteśmy w stanie analizować przeszłość i przyszłość, sytuację naszą i innych, wyobrażać sobie cierpienie miliardów ludzi, którzy żyli i żyją, a także innych żywych istot, czuć współczucie dla ich cierpienia. Pragniemy sprawiedliwości i sensu w świecie, w którym sprawiedliwości i sensu nie ma. Zamienia to życie przytomnie myślących ludzi w tragedię. Mamy pragnienia: potrzeby duchowe, których rzeczywistość nie jest w stanie zaspokoić i nasz gatunek istnieje jeszcze tylko dlatego, że aby uciekać od wiedzy o tym jaka ta rzeczywistość jest, większość ludzi uczy się wbrew własnej naturze, ograniczać w sztuczny sposób zawartość swoich świadomości. Cała ludzka egzystencja jest obecnie splątana siecią mechanizmów obronnych temu służących, społecznych i indywidualnych, które zaobserwować możemy w naszych codziennych oklepanych schematach zachowań. Zdaniem Zapffego ludzkość powinna przestać się oszukiwać, czego naturalną konsekwencją byłoby zakończenie przez nią istnienia w wyniku powstrzymania się od prokreacji.

### Etyka negatywna
Julio Cabrera w swoich pracach prezentuje koncepcję „etyki negatywnej”, rozumianej jako przeciwieństwo etyk „afirmatywnych”, czyli takich, które afirmują bycie. Opisuje on prokreację jako manipulację, działanie krzywdzące, jednostronne i niekonsensualne umieszczenie człowieka w trudnej, bolesnej, niebezpiecznej i moralnie upośledzającej sytuacji.
Cabrera uznaje prokreację za ontologiczną i totalną manipulację: samo bycie człowieka zostaje wytworzone i wykorzystane, przez co, w przeciwieństwie do wewnątrz-światowych przypadków, gdzie ktoś zostaje umieszczony w krzywdzącej sytuacji, w tym przypadku nie istnieje nawet żadna szansa na obronienie się. Zdaniem Cabrery manipulacja prokreacji jest widoczna przede wszystkim w jednostronnym i niekonsensualnym charakterze czynu, przez co prokreacja jest sama przez się nieuchronnie asymetryczna; niezależnie od tego, czy jest efektem zaplanowania czy zaniedbania, jest zawsze związana z interesami innych ludzi, nie tworzonego człowieka. Dodatkowo, Cabrera wskazuje na to, że jego zdaniem manipulacja prokreacji nie ogranicza się do samego stworzenia, ale jest kontynuowana w procesie wychowywania dziecka, podczas którego rodzice uzyskują nad życiem dziecka – początkowo zrozpaczonego, często płaczącego, kompletnie bezradnego wobec różnych rodzajów niewygód, bólów i zagrożeń, na które jest narażone – wielką władzę i jest ono kształtowane podług ich preferencji i dla ich satysfakcji. Podkreśla on, że chociaż nie jest możliwe uniknięcie manipulacji, kiedy się prokreuje, to jak najbardziej możliwe jest uniknięcie prokreacji, i że wtedy żadna moralna zasada nie zostaje naruszona.
Cabrera uważa, że sytuacja, w której zostaje się umieszczonym poprzez prokreację, ludzkie życie, jest strukturalnie negatywna w tym znaczeniu, że jej konstytutywne cechy są z natury niekorzystne. Za najbardziej znaczące spośród nich uważa on następujące:
- (a) Bycie, które wraz z narodzinami człowiek uzyskuje, jest pomniejszające się (lub „rozkładające się”), zmierza jednokierunkowo i nieodwracalnie ku pogorszeniu i zanikowi od samego swego pojawienia się, a jego całkowita realizacja może nastąpić w każdej chwili w obrębie około stu lat.
- (b) Od momentu swego pojawienia się człowiek podlega trzem rodzajom tarcia: bólowi fizycznemu (w postaci chorób, wypadków i naturalnych katastrof, na które jest nieustannie narażony), zniechęceniu (przybierającemu postaci takie jak „brak woli”, „nastroju” czy „ducha” do dalszego działania, od znużenia życiem do poważnych rodzajów depresji) i wreszcie, bycia narażonym na agresję ze strony innych ludzi (od plotek i obmowy po różne formy dyskryminacji, prześladowania i niesprawiedliwości), agresji, którą samemu także może kierować w stronę innych, także podlegającym, tak samo jak on, trzem rodzajom tarcia.
- (c) Człowiek jest wyposażony w mechanizmy tworzenia pozytywnych wartości (etycznych, estetycznych, religijnych, rozrywkowych, rekreacyjnych, związanych z realizowaniem się człowieka na różne sposoby), które służą obronie przeciw (a) i (b), i które w tym celu musi utrzymywać w stanie ciągłej aktywności. Wszystkie pozytywne wartości, jakie pojawiają się w ludzkim życiu są reaktywne i paliatywne; są wytwarzane przez nieustanną, niespokojną oraz niepewną walkę z rozkładającym się życiem i trzema rodzajami tarcia.

Cabrera określa ten zbiór charakterystyk mianem (a)-(c) „terminalności bycia”. Jest on zdania, że znacząca liczba ludzi na świecie nie radzi sobie w tej stromej walce z terminalną strukturą ich bycia, co prowadzi do destruktywnych skutków dla nich i innych: samobójstw, chorób nerwowych o mniejszym lub większym nasileniu, czy zachowań agresywnych. Przyznaje on, że życie potrafi być – dzięki wysiłkom człowieka – znośne, a nawet bardzo przyjemne (choć nie dla wszystkich; przyjemne życie jednych to zawsze nieprzyjemne życie innych), ale uważa za problematyczne umieszczenie kogoś, poprzez prokreację, w trudnej i opresyjnej sytuacji, z którą, chcąc uczynić życie przyjemnym, będzie musiał się zmagać, czego rezultaty są zawsze niepewne.
Według Cabrery, w etykach, także w afirmatywnych, istnieje jeden nadrzędny koncept, który określa on mianem „minimalnej etycznej artykulacji”, w skrócie „MEA”: liczenie się z interesami innych ludzi, niewykorzystywanie ich i niekrzywdzenie. Prokreacja jest dla niego oczywistym naruszeniem MEA, jest wykorzystaniem kogoś i umieszczeniem w krzywdzącej sytuacji. Stoi on na stanowisku, że zawarte w MEA wartości są powszechnie akceptowane przez etyki afirmatywne, są wręcz ich podstawami, i że jeżeli podejść do nich bezkompromisowo, powinny prowadzić do odrzucenia prokreacji. 
Dla Cabrery najgorszą rzeczą w ludzkim życiu, i co za tym idzie w prokreacji, jest to, co określa on mianem „moralnego upośledzenia”: strukturalną niemożliwość takiego funkcjonowania w świecie, by w jakimś momencie nie wykorzystać lub nie skrzywdzić kogoś. To upośledzenie nie wynika z wewnętrznego „zła” ludzkiej natury, ale ze strukturalnej sytuacji, w której istota ludzka od zawsze się znajduje. W sytuacji tej jesteśmy otoczeni różnymi rodzajami bólu, przestrzeń do działania jest ograniczona, a różne interesy często stoją w sprzeczności ze sobą. Nie musimy mieć złych intencji, by traktować innych lekceważąco; jesteśmy zmuszeni to robić, by przetrwać, realizować nasze projekty i uciekać przed cierpieniem. Cabrera zwraca również uwagę na to, że życie wiąże się z nieustannym ryzykiem doświadczenia silnego fizycznego bólu, co jest w ludzkim życiu częste, na przykład na skutek poważnej choroby, i utrzymuje, że już samo istnienie tej możliwości upośledza nas moralnie, jak i również, że w każdej chwili zagraża nam utracenie, w wyniku jej realizacji, zdolności do godnego, moralnego funkcjonowania nawet w minimalnym stopniu.

### Imperatyw praktyczny
Julio Cabrera, David Benatar i Karim Akerma uważają, że stworzenie człowieka jest sprzeczne z imperatywem praktycznym Immanuela Kanta, zgodnie z którym człowiek nie powinien być nigdy wykorzystywany jedynie jako środek do celu, lecz zawsze powinien być celem samym w sobie. Argumentują oni, że człowiek może zostać stworzony dla dobra swoich rodziców lub innych ludzi, ale nie jest możliwe stworzenie człowieka dla jego własnego dobra. Co za tym idzie, w świetle Kantowskiego zalecenia, nie powinno się tworzyć ludzi. Heiko Puls argumentuje, że rozważania Kanta dotyczące obowiązków rodzicielskich i ludzkiej prokreacji w ogóle, generalnie prowadzą do argumentów na rzecz antynatalizmu. Kant jednak, według Pulsa, odrzuca to stanowisko w swej teleologii ze względów metaetycznych.

### Brak możliwości uzyskania zgody
Seana Shiffrin, Gerald Harrison, Julia Tanner i Asheel Singh argumentują, że moralnie problematyczną czyni prokreację niemożliwość uzyskania zgody na stworzenie od człowieka, który ma zostać stworzony.
Seana Shiffrin wymienia cztery czynniki, które jej zdaniem sprawiają, że problemem jest uzasadnienie posiadania hipotetycznej zgody na prokreację:
- (1) wielka krzywda nie znajduje się na szali, jeśli działanie nie zostanie podjęte;
- (2) jeśli działanie zostanie podjęte, doznane przez stworzoną osobę krzywdy mogą być ogromne;
- (3) od narzuconej sytuacji osoba nie może uwolnić się bez poniesienia bardzo wysokiej ceny (samobójstwo jest często fizycznie, emocjonalnie i moralnie okropnym rozwiązaniem);
- (4) procedura przyznania sobie hipotetycznej zgody nie odbywa się w oparciu o wartości osoby, która znajdzie się w narzuconej sytuacji[54].

Gerald Harrison i Julia Tanner argumentują, że kiedy chce się swoim działaniem w znaczący sposób wpłynąć na człowieka i nie jest możliwe uzyskanie od niego na to zgody, domyślne powinno być takiego działania niepodejmowanie. Wyjątkiem według nich są działania, którymi chce się zapobiec większej krzywdzie człowieka (na przykład zepchnięcie kogoś z toru lotu spadającego fortepianu). Jednak ich zdaniem takim działaniem z pewnością nie jest prokreacja, ponieważ przed podjęciem tego działania człowiek nie istnieje.
Asheel Singh podkreśla, że nie trzeba uważać, iż zaistnienie jest zawsze w ostatecznym rozrachunku krzywdą, by uznawać antynatalizm za pogląd słuszny. Jego zdaniem wystarczy tylko uważać, że nie ma się moralnego prawa powodować poważnych, możliwych do uniknięcia krzywd innych, nie mając na to ich zgody.
Chip Smith i Max Freiheit argumentują, że prokreacja jest sprzeczna z zasadą nieagresji prawicowych libertarian, zgodnie z którą niekonsensualne działania nie powinny być podejmowane wobec innych ludzi.

### Śmierć jako krzywda
Marc Larock prezentuje pogląd, który nazywa „deprywacjonalizmem” („deprivationalism”). Zgodnie z jego poglądem:
- W interesie każdej osoby jest uzyskanie nowej zaspokojonej preferencji.
- Kiedy osoba zostaje pozbawiona nowej zaspokojonej preferencji, to narusza jej interes i co za tym idzie jest krzywdą.

Larock argumentuje, że jeśli osoba zostaje pozbawiona nieskończenie wielkiej liczby nowych zaspokojonych preferencji, doznaje nieskończenie wielkiej liczby krzywd i że takim pozbawieniem jest śmierć, do której prowadzi prokreacja.

Wszyscy zostaliśmy powołani do istnienia bez naszej zgody i w czasie swojego życia poznajemy różne rodzaje dobra. Niestety, istnieje limit dobra, które możemy uzyskać żyjąc. Ostatecznie każdy z nas umrze i zostanie na zawsze odcięty od możliwości doświadczania jakiegokolwiek przyszłego dobra. Istnienie widziane w ten sposób jawi się jako okrutny żart.

Larock uważa, że nie jest poprawne neutralizowanie jego poglądu stwierdzeniem, że śmierć jest dla nas także nieskończenie wielką korzyścią, ponieważ chroni nas przed nieskończenie wielką liczbą nowych niezaspokojonych preferencji. Proponuje eksperyment myślowy, w którym mamy dwie osoby, Mary i Toma. Pierwsza osoba, Mary, umiera w wieku czterdziestu lat na skutek powikłań spowodowanych chorobą zwyrodnieniową. Mary żyłaby jeszcze jakiś czas, gdyby nie powikłania, ale doświadczałaby już jedynie złych rzeczy w życiu, nie dobrych. Druga osoba, Tom, umiera w tym samym wieku na tę samą chorobę, ale w jego przypadku choroba jest na takim stadium rozwoju, że jego ciało nie byłoby już w stanie dłużej funkcjonować. Zdaniem Larocka, złe jest to, gdy ktoś, tak jak w przypadku Toma, natrafia na niemożliwość dalszego czerpania dobrych rzeczy ze swojego życia; życie każdego prowadzi do takiego punktu, jeśli ktoś żyje dostatecznie długo i nasze intuicje nie podpowiadają nam, że ogólnie jest to dobre czy choćby właśnie neutralne. Dlatego powinniśmy odrzucić pogląd, zgodnie z którym śmierć jest także nieskończenie wielką korzyścią: ponieważ uważamy, że Toma spotkało nieszczęście. W przypadku Mary, nasze intuicje podpowiadają nam, że jej nieszczęście nie jest tak duże jak nieszczęście Toma. Jej nieszczęście jest pomniejszane przez to, że śmierć uchroniła ją przed realną perspektywą doświadczania złych rzeczy. Nie mamy takich samych intuicji w przypadku Toma. Żadna zła ani dobra przyszłość nie była dla niego fizycznie możliwa. Larock uważa, że podczas gdy niemożliwość doświadczania przyszłych dobrych rzeczy wydaje nam się krzywdą, sam brak logicznej możliwości doświadczania przyszłych złych rzeczy nie wydaje nam się kompensującą to korzyścią. Gdyby tak było, nie byłoby niczym dziwnym uznanie, że Toma nie spotkało żadne nieszczęście. Jednak jest on ofiarą nieszczęścia tak samo, jak Mary, z tym że nieszczęście Mary nie wydaje się być tak duże, ponieważ jej śmierć zapobiega jej wielkiemu cierpieniu. Larock jest zdania, że większość ludzi będzie widziało obydwa te przypadki właśnie w taki sposób. Ta konkluzja ma prowadzić do tego, że uznajemy, iż istnieje asymetria między krzywdami i korzyściami, jakie niesie śmierć.
Larock podsumowuje swój pogląd następująco:

Istnienie każdego moralnego pacjenta w naszym świecie opiera się na prymitywnym błędzie w moralnych obliczeniach. Zgodnie z moim poglądem, nieprokreaowanie jest najlepszym sposobem na naprawienie tego błędu.

### Negatywny utylitaryzm
Zgodnie z negatywnym utylitaryzmem istotniejsze moralnie od maksymalizowania szczęścia jest minimalizowanie cierpienia.
Hermann Vetter zgadza się z założeniami Jana Narvesona:
- (1) Nie istnieje moralny obowiązek stworzenia dziecka nawet, jeśli mielibyśmy pewność, że będzie szczęśliwe.
- (2) Istnieje moralny obowiązek niestworzenia dziecka, jeśli moglibyśmy przewidzieć, że będzie nieszczęśliwe.

Nie zgadza się jednak z wnioskiem, który Narveson z nich wyprowadza:
- (3) Ogólnie, kiedy można przewidzieć, że dziecko nie będzie nieszczęśliwe ani nie będzie ciężarem dla innych – nie ma ani obowiązku stworzenia dziecka ani niestworzenia dziecka.

I przedstawia następującą teoretyczną matrycę decyzji:
Na jej podstawie wyciąga wniosek, że nie powinno się tworzyć ludzi:

Widać od razu, że czyn „niestworzenie dziecka” ma przewagę nad czynem „stworzenie dziecka”, ponieważ ma równie dobre skutki w jednym wyniku i lepsze skutki w drugim wyniku. Powinien więc być uznawany za lepszy tak długo, jak nie będziemy w stanie całkowicie wykluczyć tego, że dziecko będzie mniej lub bardziej nieszczęśliwe, a nigdy nie jesteśmy w stanie tego zrobić. Mamy więc, zamiast punktu (3), daleko idące konsekwencje: (3') Zawsze moralnie wskazane będzie niestworzenie dziecka.

Karim Akerma argumentuje, że utylitaryzm wymaga najmniej metafizycznych założeń i dlatego jest najbardziej przekonującą teorią etyczną. Uważa on, że to negatywny utylitaryzm jest tym właściwym, ponieważ dobre rzeczy w życiu nie kompensują złych, przede wszystkim najlepsze nie kompensują najgorszych, takich jak na przykład doświadczenia okropnego bólu, męki rannych, choroby i agonie. Jego zdaniem rzadko też wiemy, co robić, by ludzie byli szczęśliwi, natomiast wiemy, co robić, by ludzie nie cierpieli, wystarczy ich nie tworzyć. Istotne dla Akermy w etyce jest dążenie do tego, by jak najmniej ludzi cierpiało, docelowo nikt, a nie dążenie do tego, by jak najwięcej ludzi było szczęśliwych, co według niego odbywa się kosztem cierpienia nie do opisania.
Miguel Steiner uważa, że antynatalizm jest uzasadniony dwoma zbieżnymi perspektywami:
(1) osobistą – nikt nie jest w stanie przewidzieć losu swojego dziecka, ale wie, że to jest narażone na liczne zagrożenia w postaci okropnego cierpienia i śmierci, zazwyczaj traumatycznej,
(2) demograficzną – istnieje demograficzny wymiar cierpienia w związku z którym liczba ofiar różnego rodzaju problemów (na przykład głodu, chorób, przemocy) wzrasta lub maleje w zależności od rozmiaru populacji.
Utrzymuje on, że nasze pojęcie zła wywodzi się z naszego doświadczania cierpienia: nie ma zła bez możliwości doświadczania cierpienia. Co za tym idzie, im mniejsza populacja, tym i zła mniej. Jego zdaniem z etycznego punktu widzenia do tego właśnie powinniśmy dążyć: do zawężania przestrzeni na której dokonuje się będące cierpieniem zło i którą to przestrzeń poszerza prokreacja.

### Odejście z Omelas
Bruno Contestabile i Sam Woolfe przytaczają opowiadanie Ci, którzy odchodzą z Omelas Ursuli K. Le Guin. W opowiadaniu tym istnienie utopijnego miasta Omelas i pomyślność jego mieszkańców są uzależnione od cierpienia jednego torturowanego w odosobnionym miejscu dziecka, któremu nie da się pomóc. Większość akceptuje taki stan rzeczy i pozostaje w mieście, ale są tacy, którzy nie godzą się z tym, nie chcą w tym uczestniczyć i „odchodzą z Omelas”. Contestabile i Woolfe kreślą tutaj paralelę: by Omelas mogło istnieć, dziecko musi być torturowane i tak samo istnienie naszego świata jest związane z tym, że komuś niewinnemu zawsze dzieje się krzywda. Antynatalistów, zdaniem Contestabile i Woolfe'a, można widzieć właśnie jako „tych, którzy odchodzą z Omelas”, niegodzących się na taki świat i niechcących przykładać do tego ręki. Contestabile stawia pytanie: czy całe szczęście jest w stanie zrekompensować ekstremalne cierpienie choćby jednej osoby? Pytanie o to, czy uniwersalna harmonia jest warta łez choćby jednego dziecka zamęczonego na śmierć pojawiło się już wcześniej u Fiodora Dostojewskiego w Braciach Karamazow i w kontekście antynatalizmu pisze o nim Irina Uriupina.

### Argumenty Davida Benatara

#### Asymetria między dobrymi i złymi rzeczami
David Benatar uważa, że istnieje zasadnicza asymetria między dobrymi i złymi rzeczami, takimi jak przyjemność i ból:
- (1) obecność bólu jest zła,
- (2) obecność przyjemności jest dobra,
- (3) nieobecność bólu jest dobra nawet wtedy, kiedy nie istnieje ktoś, kto doświadcza tego dobra,
- (4) nieobecność przyjemności jest zła tylko wtedy, kiedy istnieje ktoś, kto zostaje tego dobra pozbawiony[73][74][75][76].

W odniesieniu do prokreacji ma to wyglądać następująco: w przypadku zaistnienia człowieka, jest coś dobrego i jest coś złego, natomiast w przypadku niezaistnienia człowieka, jest coś dobrego i nie ma niczego złego.
Benatar objaśnia powyższą asymetrię za pomocą czterech innych, z którymi jego zdaniem jesteśmy skłonni się zgodzić:
- Asymetria obowiązków prokreacyjnych: mamy moralny obowiązek nie tworzyć nieszczęśliwych ludzi, a nie mamy moralnego obowiązku tworzyć szczęśliwych ludzi. Powodem, dla którego istnieje moralny obowiązek nietworzenia nieszczęśliwych ludzi jest to, że uważamy obecność bólu za złą dla tych, których boli, a nieobecność bólu za dobrą także wtedy, kiedy nie istnieje ktoś, kto doświadcza tego dobra. Dla kontrastu, powodem, dla którego nie istnieje moralny obowiązek tworzenia szczęśliwych ludzi jest to, że chociaż odczuwanie przyjemności byłoby dla nich dobre, to nieobecność przyjemności, jeżeli nie zaistnieją, nie będzie zła, ponieważ nie będzie istniał ktoś, kto zostanie tego dobra pozbawiony.
- Asymetria potencjalnych korzyści: jest czymś dziwnym podanie interesów potencjalnego dziecka jako powodu, dla którego decydujemy się na stworzenie go, a nie jest czymś dziwnym podanie interesów potencjalnego dziecka jako powodu, dla którego decydujemy się na niestworzenie go. To, że dziecko może być szczęśliwe, nie jest istotnym moralnie powodem, by je stworzyć. Dla kontrastu, to, że dziecko może być nieszczęśliwe, jest istotnym moralnie powodem, by go nie stworzyć. Jeżeli nieobecność przyjemności byłaby zła także wtedy, gdy ktoś nie odczuwałby nieobecności tego dobra, mielibyśmy istotny moralnie powód, by stworzyć dziecko, by tworzyć jak najwięcej dzieci. Jeżeli natomiast nieobecność bólu nie byłaby dobra także wtedy, gdy ktoś nie doświadczałby tego dobra, nie mielibyśmy istotnego moralnie powodu, by nie stworzyć dziecka.
- Asymetria retrospektywnych korzyści: kiedyś możemy żałować przez wzgląd na dobro człowieka, którego zaistnienie było uzależnione od naszej decyzji, tego, że go stworzyliśmy – człowiek może być nieszczęśliwy i obecność jego bólu będzie czymś złym. Natomiast nigdy nie będziemy żałować przez wzgląd na dobro człowieka, którego zaistnienie było uzależnione od naszej decyzji, tego, że go nie stworzyliśmy – człowiek nie zostanie pozbawiony szczęścia, ponieważ nigdy nie będzie istnieć i nieobecność szczęścia nie będzie zła, ponieważ nie będzie istniał ktoś, kto zostanie tego dobra pozbawiony.
- Asymetria odległego cierpienia i nieistniejących szczęśliwych ludzi: odczuwamy smutek przez to, że gdzieś zaistnieli ludzie i cierpią, a nie odczuwamy smutku przez to, że gdzieś mogli zaistnieć ludzie i być szczęśliwi. Kiedy wiemy, że gdzieś zaistnieli ludzie i cierpią, współczujemy im. To, że na jakiejś bezludnej wyspie czy planecie nie zaistnieli ludzie, którzy by cierpieli, jest dobre. Jest tak dlatego, że nieobecność bólu jest dobra nawet wtedy, kiedy nie istnieje ktoś, kto doświadcza tego dobra. Natomiast nie odczuwamy smutku przez to, że na jakiejś bezludnej wyspie czy planecie nie zaistnieli ludzie i nie są szczęśliwi. Jest tak, ponieważ nieobecność przyjemności jest zła tylko wtedy, kiedy istnieje ktoś, kto zostaje tego dobra pozbawiony[77].

#### Cierpienie doświadczane przez potomków
Według Benatara, tworząc człowieka jesteśmy odpowiedzialni nie tylko za jego cierpienie, ale możemy być także współodpowiedzialni za cierpienie swojego dalszego potomstwa:

Zakładając, że każda para będzie mieć 3 dzieci, daje to w dziesiątym pokoleniu łącznie 88572 potomków pierwszej pary. Tworzy to mnóstwo niepotrzebnego cierpienia, którego bez problemu można uniknąć (pełna odpowiedzialność za całe to cierpienie nie spoczywa na oryginalnej parze, ponieważ każde nowe pokolenie staje przed wyborem, czy rozmnażać się dalej, niemniej jednak pewną odpowiedzialność ona ponosi, trudno bowiem, kiedy samemu nie rezygnuje się z dziecka, oczekiwać czegoś takiego od swoich potomków).

#### Konsekwencje prokreacji
Benatar przytacza statystyki pokazujące do czego między innymi doprowadziło i doprowadza tworzenie ludzi. Szacuje się, że:
- ponad 15 milionów ludzi umarło w wyniku klęsk żywiołowych w ostatnim tysiącleciu,
- około 20000 ludzi umiera każdego dnia z głodu,
- szacuje się, że 840 milionów ludzi cierpi głód i niedożywienie,
- od roku 541 przed naszą erą do roku 1912, według szacunków, ponad 102 miliony ludzi zachorowało na dżumę,
- epidemia grypy z roku 1918 zabiła 50 milionów ludzi,
- blisko 11 milionów ludzi każdego roku umiera na choroby zakaźne,
- nowotwory złośliwe odbierają życie ponad 7 milionom ludzi każdego roku,
- około 3,5 miliona ludzi umiera każdego roku w wypadkach,
- około 56,5 milionów ludzi umarło w roku 2001, co daje ponad 107 śmierci na minutę,
- przed dwudziestym wiekiem ponad 133 miliony ludzi zostało zabitych w masowych mordach,
- w pierwszych 88 latach dwudziestego wieku od 170 milionów do 360 milionów nieuzbrojonych, bezbronnych cywili i cudzoziemców zastrzelono, zatłuczono, torturowano do śmierci, zadźgano, spalono, zagłodzono, zamrożono, zmiażdżono, zmuszono do pracowania do śmierci, pogrzebano żywcem, utopiono, powieszono, zbombardowano lub w jakiś inny sposób zabito w wyniku rozporządzeń rządów,
- 1,6 miliona ludzi umarło w wyniku konfliktów w XVI wieku, 6,1 miliona w XVII wieku, 7 milionów w XVIII wieku, 19,4 miliona w XIX wieku, 109,7 miliona w XX wieku,
- obrażenia spowodowane wojnami doprowadziły do 310000 śmierci w roku 2000,
- około 40 milionów dzieci jest maltretowanych każdego roku,
- ponad 100 milionów obecnie żyjących kobiet i dziewczynek zostało poddanych klitoridektomii,
- 815000 ludzi, według szacowań, popełniło samobójstwo w roku 2000[79] (obecnie szacuje się, że samobójstwo popełnia ktoś co 40 sekund, ponad 800000 ludzi rocznie[80]).

#### Mizantropia
Benatar uważa, że poza filantropijnymi argumentami, które mają swe źródło w trosce o ludzi, którzy mogliby zostać powołani do istnienia, argumentem za antynatalizmem może być także mizantropia, co można streścić jego zdaniem następująco:

Inną prowadzącą do antynatalizmu drogą jest ta przez to, co określam mianem argumentu „mizantropijnego". Zgodnie z tym argumentem ludzie są wyjątkowo wynaturzonym i niszczycielskim gatunkiem, odpowiedzialnym za cierpienie i śmierć miliardów ludzi i zwierząt innych niż ludzie. Gdyby zniszczenia o takiej skali powodowane były przez inny gatunek, niezwłocznie uznalibyśmy, że nowe osobniki tego gatunku nie powinny powstawać.

### Krzywdzenie innych zwierząt
David Benatar, Gunter Bleibohm, Gerald Harrison, Julia Tanner i Patricia MacCormack zwracają uwagę na krzywdę wyrządzaną przez ludzi innym czującym istotom. Rocznie ludzie zadają ból i śmierć miliardom innych zwierząt: w związku z pozyskiwaniem mięsa i innych produktów odzwierzęcych, w czasie przeprowadzania na nich eksperymentów i kiedy już nie są potrzebne po ich zakończeniu, podczas niszczenia ich siedlisk i dla przyjemności. Myśliciele ci zgadzają się z filozofami praw zwierząt, że krzywda wyrządzana przez ludzi innym zwierzętom jest moralnie zła, uznają ludzi za najbardziej destrukcyjne istoty na Ziemi i zauważają, że gdy nie będzie kolejnych ludzi, nie będzie też wyrządzania przez nich krzywdy innym czującym istotom.
Niektórzy antynataliści są także wegetarianami lub weganami z powodów moralnych i wychodzą z założenia, że takie poglądy powinny uzupełniać się wzajemnie jako mające wspólny mianownik: niepowodowanie krzywdy innych czujących istot. To podejście było już obecne w manicheizmie i kataryzmie. Katarowie interpretowali przykazanie „nie zabijaj” jako odnoszące się także do innych ssaków oraz ptaków. Zalecane było niespożywanie ich mięsa, nabiału i jaj.

### Wpływ ludzi na środowisko
Członkowie Voluntary Human Extinction Movement i Patricia MacCormack zauważają, że działalność człowieka jest przyczyną degradacji ekosystemów i uznają powstrzymanie się przez ludzkość od prokreacji i ludzkie wyginięcie za najlepsze rozwiązanie dla Ziemi.

### Adopcja, pomoc ludziom i innym zwierzętom
Hermann Vetter, Théophile de Giraud, Travis N. Rieder, Tina Rulli, Karim Akerma, Julio Cabrera i Giovanni Soriano argumentują, że zamiast powołać dziecko do istnienia, co jest moralnie problematyczne, można zrobić coś dobrego: adoptować już istniejące dziecko. De Giraud podkreśla, że na świecie żyją miliony dzieci, które potrzebują opieki. Stuart Rachels i David Benatar argumentują, że obecnie, w sytuacji, w której ogromna liczba ludzi żyje w ubóstwie, powinniśmy zrezygnować z prokreacji i zasoby, które zostałyby przeznaczone na wychowanie naszych dzieci, przeznaczyć na pomoc ubogim. Patricia MacCormack zwraca uwagę na to, że rezygnacja z prokreacji i dążenie do wyginięcia mogą umożliwić zadbanie o ludzi i inne zwierzęta: o tych, którzy już tutaj są.

## Realizm
Niektórzy antynataliści uważają, że większość ludzi nie ocenia rzeczywistości w sposób realny, co ma wpływ na chęć posiadania potomstwa.
Peter Wessel Zapffe wyróżnia cztery główne, stosowane przez ludzi świadomie bądź nieświadomie we wszystkich możliwych kombinacjach, mechanizmy wyparcia, za pomocą których jego zdaniem ograniczamy zawartość naszych świadomości, są to:
- izolacja – polega ona na całkowicie arbitralnym odsuwaniu negatywnych myśli i uczuć związanych z niepokojącymi faktami dotyczącymi egzystencji od świadomości swojej i świadomości innych; w codziennym obcowaniu ze sobą nawzajem izolacja manifestuje się jako powszechnie porozumienie co do stosowania zmowy milczenia na niektóre tematy (a szczególnie ważna jest w przypadku dzieci, by już na początku swej drogi, kiedy jeszcze nie przyswoją sobie innych mechanizmów obronnych, nie przestraszyły się świata i tego, co je czeka),
- zakotwiczenie – polega ono na tworzeniu w swym umyśle „punktów” zaczepienia, takich jak rodzina, dom, podwórko, szkoła, firma, sprawa, Bóg, Kościół, kraj, moralność, przeznaczenie, prawa życia, ludzie, planowanie przyszłości, gromadzenie dóbr materialnych czy władza, wznoszeniu z nich wokół siebie konstrukcji ochronnej i bronieniu ich przed zagrożeniami,
- odwracanie uwagi – polega ono na skupianiu swojej uwagi na coraz to nowych wrażeniach, dzięki czemu uciekamy od skupiania jej na rozmyślaniu o sytuacji, w której się znajdujemy,
- sublimacja – polega ona poddawaniu tragicznych aspektów życia obróbce i podawaniu w postaci sztuki bądź innych wytworów, co robią ich twórcy, przez co, tych aspektów estetyzację i pozorną z nimi konfrontację, skupianie się na ich obrazowych, dramatycznych, heroicznych, lirycznych, czy nawet komicznych aspektach, od realnej konfrontacji pozwalają sobie i innym uciekać.

Według Zapffego depresja jest często oznaką „głębszego, bardziej bezpośredniego doświadczania życia, gorzkim owocem przytomnego myślenia”. Potwierdzają to niektóre badania, mówi się o zjawisku depresyjnego realizmu, a Colin Feltham i John Pollard piszą o antynatalizmie jako jednej z jego możliwych konsekwencji.
Thomas Ligotti i Colin Feltham zwracają uwagę na podobieństwo między filozofią Zapffego i teorią opanowywania trwogi, zgodnie z którą ludzie poza wspólnym ze zwierzętami dążeniem do przetrwania, wyposażeni są w unikatowe zdolności poznawcze (między innymi w myślenie symboliczne, postrzeganie rzeczywistości w wymiarze czasowym, rozbudowaną samoświadomość), dzięki czemu zdają sobie sprawę ze skończoności własnej egzystencji. Według autorów teorii zestawienie instynktownego pragnienia dalszego życia ze świadomością nieuchronnej śmierci ma wyzwalać potencjał trwogi – podstawowy egzystencjalny lęk, którego zwalczanie ma być jednym z najważniejszych źródeł ludzkiej motywacji. By uciec od niego, człowiek ma wznosić wokół siebie struktury obronne mające zapewnić mu symboliczną lub dosłowną nieśmiertelność i pozwalające czuć się wartościowym członkiem sensownego wszechświata, a następnie koncentrować się na podtrzymywaniu ich oraz chronieniu przed zagrożeniami.
David Benatar, powołując się na liczne badania, wymienia trzy opisywane przez psychologów zjawiska, które według niego są odpowiedzialne za to, że nasze samooceny są niemiarodajnymi wyznacznikami jakości żyć:
- Tendencyjność optymistyczna (lub efekt Pollyanny) – mamy pozytywnie zniekształcony obraz tego, jak wyglądało, wygląda i będzie wyglądać nasze życie.
- Adaptacja (lub akomodacja, lub habituacja) – adaptujemy się do negatywnych sytuacji i dostosowujemy do nich swoje oczekiwania.
- Porównywanie – dla naszych samoocen nie tyle ma znaczenie to, jak przebiega nasze życie, co jego przebieg w porównaniu z życiem innych. Jednym z tego efektów jest to, że negatywne aspekty życia, które dotyczą wszystkich, nie są brane przez nas pod uwagę przy ocenianiu naszego własnego dobrostanu. Jesteśmy też bardziej skłonni porównywać się z tymi, którzy mają od nas gorzej, niż z tymi, którzy mają od nas lepiej.

Benatar podsumowuje:

Powyższe psychologiczne zjawiska nie są z perspektywy ewolucyjnej niczym zaskakującym. Stają one na przeszkodzie samobójstwu i sprzyjają prokreacji. Jeżeli nasze życie jest tak złe, jak wciąż sugeruję, że jest, i jeżeli ludzie byliby skłonni widzieć rzeczywistą jakość swojego życia taką, jaka jest, mogliby też być znacznie bardziej skłonni do popełniania samobójstw lub przynajmniej do nietworzenia więcej takich istnień. Pesymizm zatem nie jest preferowany przez dobór naturalny.

Mikołaj Starzyński wymienia także inne opisywane przez psychologów zjawiska, które jego zdaniem mogą utwierdzać ludzi w przekonaniu, że posiadanie potomstwa jest czymś dobrym i uodporniać ich na argumenty antynatalistyczne:
- Efekt potwierdzenia – kierując się tak zwaną strategią pozytywnego testu nasze umysły poszukują informacji potwierdzających ich pierwotne założenia i przekonania.
- Dążenie do uspójniania narracji – mamy potrzebę istnienia spójnej opowieści o świecie i o nas samych (narrative identity), więc jeśli dany pogląd jest niepopularny i sprzeczny z intuicją większości populacji, niewielka liczba osób może w ogóle chcieć zapoznać się z nim i jego argumentami.
- Efekt zaprzeczenia – zaprzeczamy informacjom, które są sprzeczne z naszym dotychczasowym zapatrywaniem się na daną kwestię i bez krytycyzmu przyjmujemy informacje, które są spójne z naszym dotychczasowym zapatrywaniem się na daną kwestię.
- Efekt nadrzędności przekonań – podświadomie grupujemy opinie w taki sposób, by wynikała z nich ta sama konkluzja i wmawiamy sobie, że coś ma tylko wady lub tylko zalety.
- Złudzenie ponadprzeciętności – przeceniamy nasze własne zdolności i cechy względem zdolności i cech innych, przez co może nam się wydawać, że mamy większe niż inni predyspozycje do bycia rodzicami i zapewnienia dzieciom dobrego życia.
- Hipoteza sprawiedliwego świata – mamy tendencję do wierzenia w to, że świat jest sprawiedliwy, a szczęście i nieszczęście spotykają tych, którzy na nie zasługują,
- Zasada podczepienia – posiadamy skłonność do wierzenia w takie rzeczy i robienia takich rzeczy, w które wierzy i które robi duża liczba otaczających nas ludzi[115].

## Aborcja
Antynatalizm może prowadzić do określonego stanowiska w kwestii moralności aborcji.
David Benatar argumentuje na rzecz stanowiska nazwanego przez niego pro-death. Według Benatara, ktoś zaczyna istnieć w znaczeniu moralnie istotnym, w momencie zaistnienia świadomości, kiedy płód staje się czującą istotą i poddanie się aborcji do tego momentu (niestworzenie człowieka) będzie moralne, a kontynuowanie ciąży (stworzenie człowieka) będzie niemoralne. Zdaniem Benatara, który powołuje się na badania EEG mózgu i badania dotyczące odczuwania bólu przez płód, świadomość u płodu powstaje nie wcześniej niż między dwudziestym ósmym a trzydziestym tygodniem ciąży i wcześniej płód nie jest zdolny do odczuwania bólu. Z kolei z najnowszego raportu Royal College of Obstetricians and Gynaecologists z 2010 roku wynika, że płód staje się świadomy i zdolny do odczuwania bólu nie wcześniej niż podczas dwudziestego czwartego tygodnia ciąży Niektóre założenia raportu, szczególnie dotyczące nieświadomości płodu po drugim trymestrze, zostały poddane krytyce. W podobny sposób argumentuje Karim Akerma. Rozróżnia on organizmy nieposiadające właściwości mentalnych i żywe istoty posiadające właściwości mentalne. Zgodnie z jego poglądem, który określa mianem poglądu mentalistycznego, żywa istota zaczyna istnieć, kiedy organizm (lub inny byt) wytwarza jakąkolwiek formę świadomości po raz pierwszy.
Julio Cabrera uważa moralny problem aborcji za całkowicie odmienny od moralnego problemu prokreacji, ponieważ w przypadku aborcji, mówimy o już istniejącym bycie, najbardziej bezradnym i bezbronnym, który pewnego dnia będzie miał autonomię, będzie mógł zdecydować za siebie i my nie możemy decydować za niego. Z punktu widzenia etyki negatywnej Cabrery, aborcja jest niemoralna z podobnych powodów, co prokreacja. Wyjątkiem, kiedy aborcja jest moralnie zasadna, są dla Cabrery przypadki nieodwracalnych chorób płodu (lub pewne poważne „społeczne choroby” takie jak na przykład podbój Ameryki czy nazizm), według niego w tego typu przypadkach jest oczywiste, że myślimy o nienarodzonym, a nie po prostu o własnych interesach. Dodatkowo, Cabrera jest zdania, że w określonych okolicznościach, jest usprawiedliwione i zrozumiałe popełnienie nieetycznych czynów, na przykład aborcja jest usprawiedliwiona i zrozumiała, kiedy zagrożone jest życie matki lub kiedy ciąża jest rezultatem gwałtu – w takich sytuacjach powinno się być wrażliwym bez przyjmowania sztywnego pryncypializmu.
Karim Akerma i Julio Cabrera przez dwa lata prowadzili ze sobą antynatalistyczną debatę na temat moralności aborcji, którą zawarli w swojej pracy Antinatalism, Abortion and Existence (A discussion between Karim Akerma and Julio Cabrera).

## Prokreacja innych zwierząt
Niektórzy antynataliści uznają prokreację innych niż ludzie czujących zwierząt za moralnie złą, a ich sterylizację za moralnie dobrą. Karim Akerma określa antynatalizm odnoszący się do innych niż ludzie czujących zwierząt, mianem uniwersalnego antynatalizmu i jest to także jego własne stanowisko:

Sterylizacja może uchronić zwierzęta kierujące się instynktem od wydawania na świat potomstwa w cyklu narodzin, coraz to nowych i nowych zwierząt zarażających się pasożytami, starzejących się, chorujących i umierających, pożerających inne i będących pożeranymi przez inne.

David Benatar podkreśla, że jego asymetria odnosi się do wszystkich czujących istot, i zwraca uwagę na to, że ludzie odgrywają rolę w decydowaniu o liczbie istniejących zwierząt: hodujemy zwierzęta innych gatunków i jesteśmy w stanie sterylizować zwierzęta innych gatunków.
Magnus Vinding argumentuje, że życie dzikich zwierząt w ich naturalnym środowisku jest czymś ekstremalnie złym. Zwraca uwagę na zjawiska takie jak niedożywanie dorosłości, śmierć głodowa, choroby, pasożyty, dzieciobójstwo, drapieżnictwo, pożeranie żywcem. Przytacza badania dotyczące tego jak wygląda życie zwierząt w dzikiej przyrodzie. Jedno z ośmiu lwiątek płci męskiej dożywa dorosłości. Pozostałe umierają wskutek głodu, chorób, a także dość często padają ofiarami zębów i pazurów innych lwów. Dożywanie dorosłości jest o wiele rzadsze w przypadku ryb. Na dwa tysiące młodych czawycz płci męskiej, dorosłości dożywa dwadzieścia. Vinding jest zdania, że gdyby tak wyglądały ludzkie życia i przeżywalność ludzkich dzieci, większość ludzi przestałaby się rozmnażać, co jednak nie jest możliwe w przypadku kierujących się instynktem zwierząt innych niż ludzie. Stoi on na stanowisku, że nawet jeśli nie uznaje się prokreacji za zawsze moralnie złą, to powinno się ją uznać za moralnie złą w przypadku zwierząt żyjących w dzikiej przyrodzie, a za moralnie dobre sterylizowanie ich. Utrzymuje, że nieinterweniowanie to gatunkowizm, i że powinniśmy odrzucić przyjęty przez nas, nieuzasadniony dogmat, zgodnie z którym, jeśli coś dzieje się w przyrodzie, to powinno się dziać.

Nie możemy pozwalać sobie na naciągane racjonalizowanie cierpienia w przyrodzie i na zapominanie o ofiarach jej okropieństw, tylko dlatego, że rzeczywistość nie pasuje do naszych wygodnych teorii moralnych, teorii służących ostatecznie jedynie temu, byśmy czuli się spójni i dobrze z samymi sobą w obliczu niewyobrażalnie złej rzeczywistości.

## Tworzenie sztucznej inteligencji
Thomas Metzinger, Sander Beckers i Bartłomiej Chomański argumentują przeciwko próbom tworzenia sztucznej inteligencji, ponieważ mogłoby to znacząco zwiększyć ilość cierpienia we wszechświecie.

Ewolucja nie jest czymś, co należałoby gloryfikować. Jednym ze sposobów – niezliczonych sposobów – patrzenia na ewolucję biologiczną na naszej planecie jest podejście jak do procesu, który stworzył ocean cierpienia i zamętu, gdzie wcześniej nie było żadnego. W miarę jak nieustannie rośnie nie tylko liczba osobnych świadomych podmiotów, ale również wymiarowość ich fenomenalnych przestrzeni stanu, pogłębia się także ów ocean cierpienia. Jak dla mnie jest to również silny argument przeciwko tworzeniu sztucznej świadomości: nie powinniśmy powiększać tego koszmarnego bałaganu, zanim nie zrozumiemy, co tu się naprawdę dzieje.

## Krytyka
Krytyka antynatalizmu wywodzi się z wielu poglądów, które przypisują pozytywną wartość powoływaniu ludzi do istnienia. David Wasserman krytykuje argument asymetrii Davida Benatara i argument braku możliwości uzyskania zgody. Phil Torres argumentuje, że konsekwencją przyjęcia antynatalizmu przez całą ludzkość niekoniecznie musiałoby być wyginięcie: jeśli dostępne byłyby bezpieczne i skuteczne technologie przedłużania życia, ludzie mogliby powstrzymać się od prokreacji, ale nadal istnieć tak długo, jak wszechświat nadawałby się do życia.